# Cometa Boguslawski
C/1835 H1 (Boguslawski)  (anteriormente designado como 1835 I) es un cometa no periódico de trayectoria parabólica, descubierto el 20 de abril de 1835 por el astrónomo alemán Palm Heinrich Ludwig von Boguslawski desde el Observatorio de Breslau, en Prusia (actualmente Breslavia, Polonia). Este único descubrimiento le significó recibir la primera "Medalla de Oro del Cometa" y el Premio Lalande en ese mismo año de 1835.

## Designación y nombre
El cometa (Boguslawski) recibió inicialmente el nombre seriado correspondiente a la fecha de su descubrimiento (1835 I), siendo posteriormente denominado con el apellido de su descubridor, el astrónomo alemán Palm Heinrich Ludwig von Boguslawski (1789-1851).

## Características orbitales
Boguslawski se acercó al Sol hasta 2,0401 ua. Tiene una excentricidad de 1,0 (órbita no periódica) y una inclinación orbital de 170,8846° grados. Carece de período orbital.